# Drôme Classic 2020
La Drôme Classic 2020, ottava edizione della corsa e valevole come decima prova dell'UCI ProSeries 2020 categoria 1.Pro, si svolse il 1º marzo 2020 su un percorso di 203 km, con partenza e arrivo a Livron-sur-Drôme, in Francia. La vittoria fu appannaggio dell'australiano Simon Clarke, il quale completò il percorso in 5h17'11", alla media di 38,401 km/h, precedendo il francese Warren Barguil e l'italiano Vincenzo Nibali.
Sul traguardo di Livron-sur-Drôme 74 ciclisti, su 134 partenti, portarono a termine la competizione.

## Squadre e corridori partecipanti
| N.    | Cod. | Squadra                    |
| ----- | ---- | -------------------------- |
| 1-7   | ALM  | AG2R La Mondiale           |
| 11-17 | DQT  | Deceuninck-Quick Step      |
| 21-26 | TFS  | Trek-Segafredo             |
| 31-37 | GFC  | Groupama-FDJ               |
| 41-47 | EF1  | EF Pro Cycling             |
| 51-57 | NTT  | NTT Pro Cycling Team       |
| 61-67 | COF  | Cofidis, Solutions Crédits |
| 71-77 | WVA  | Bingoal-Wallonie Bruxelles |
| 81-87 | TDE  | Total Direct Énergie       |
| 91-97 | ARK  | Team Arkéa-Samsic          |

| N.      | Cod. | Squadra                     |
| ------- | ---- | --------------------------- |
| 101-107 | NDP  | Nippo Delko Provence        |
| 111-117 | VCB  | B&B Hotels-Vital Concept    |
| 121-127 | BBH  | Burgos-BH                   |
| 131-137 | FOR  | Fundación-Orbea             |
| 141-147 | RLY  | Rally Cycling               |
| 151-157 | THR  | Vini Zabù KTM               |
| 161-167 | CJR  | Caja Rural-Seguros RGA      |
| 171-177 | CWG  | Circus-Wanty Gobert         |
| 181-186 | RIW  | Riwal-Readynez Cycling Team |
| 191-197 | AUB  | St Michel-Auber 93          |

## Ordine d'arrivo (Top 10)
| Pos. | Corridore        | Squadra    | Tempo    |
| ---- | ---------------- | ---------- | -------- |
| 1    | Simon Clarke     | EF         | 5h17'11" |
| 2    | Warren Barguil   | Arkéa      | s.t.     |
| 3    | Vincenzo Nibali  | Trek       | a 2"     |
| 4    | Guillaume Martin | Cofidis    | a 26"    |
| 5    | Benoît Cosnefroy | AG2R       | s.t.     |
| 6    | Gonzalo Serrano  | Caja Rural | a 36"    |
| 7    | Julien Simon     | Total      | s.t.     |
| 8    | Sean Bennett     | EF         | s.t.     |
| 9    | Tanel Kangert    | EF         | s.t.     |
| 10   | Lilian Calmejane | Total      | s.t.     |